# John Badham
John Badham (Luton, Bedfordshire, 25 de Agosto de 1939) é um cineasta britânico.

## Filmografia
- 2004 - Evel Knievel (TV)
- 2003 - Footsteps (TV)
- 2002 - Obsessed (TV)
- 2002 - My Brother's Keeper (TV)
- 2000 - The Last Debate (TV)
- 1999 - The Jack Bull  (TV)
- 1998 - Floating Away
- 1997 - Incognito
- 1995 - Nick of Time
- 1994 - Drop Zone
- 1993 - Another Stakeout
- 1993 - Point of No Return (filme)
- 1991 - The Hard Way
- 1990 - Bird on a Wire
- 1987 - Stakeout
- 1986 - Short Circuit
- 1985 - American Flyers
- 1983 - WarGames
- 1983 - Blue Thunder
- 1981 - Whose Life is it Anyway?
- 1979 - Dracula (1979)
- 1977 - Saturday Night Fever
- 1976 - The Bingo Love Travelling All-Stars & Motor Kings
- 1976 - The Keegans (TV)
- 1974 - The Godchild (TV)
- 1974 - Reflections of murder (TV)
- 1974 - The Gun (TV)
- 1974 - The Law (TV)
- 1973 - Isn't It Shocking? (TV)
- 1972 - No place to run (TV)
- 1971 - The Impatient heart (TV)